# Wolpertinger oder Das Blau
Wolpertinger oder Das Blau ist ein Roman von Alban Nikolai Herbst, der 1993 beim Axel Dielmann-Verlag erschienen ist und 2021 im Elfenbein Verlag als Hardcover neu aufgelegt worden ist.
Im Jahr 1995 erhielt Herbst für den Roman den Grimmelshausen-Preis. Das rund 1000-seitige Werk gilt als der einzige große Roman, der in Hannoversch Münden in Niedersachsen spielt.

## Inhalt

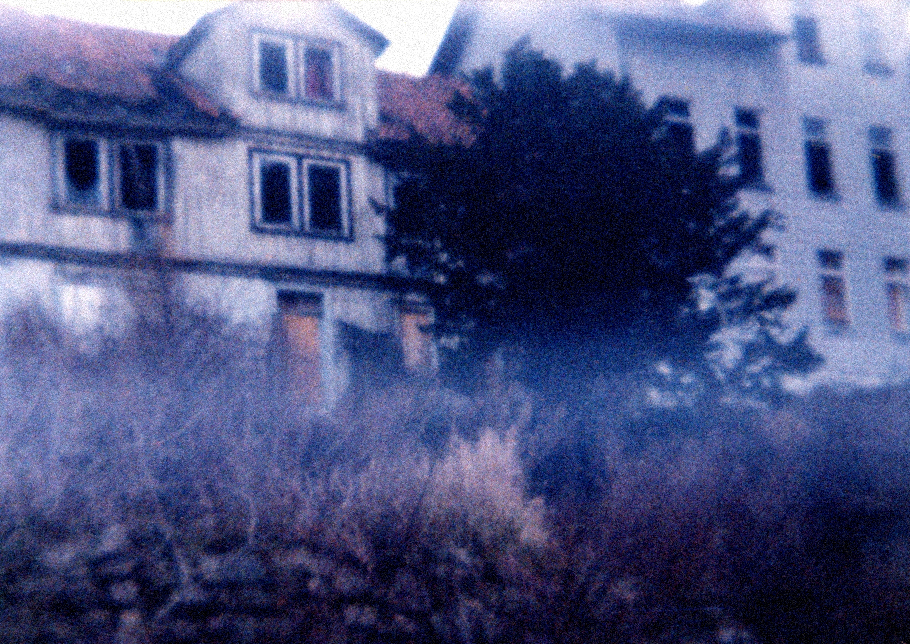
Der Handlungsort Hotel Wolpertinger alias Hotel Andree’s Berg (1988 vor dem Abriss)

Der Roman Wolpertinger oder Das Blau spielt in verschiedenen Zeit- und Handlungsebenen. Das primäre Geschehen wird in den Ebenen immer wieder verwischt und durchbrochen. Die erste Erzählebene behandelt als Rückblick einen siebentägigen Zeitraum im Jahre 1981. Von der Gegenwartsebene im Jahre 1985 gibt es einen Vorausblick auf 1989 und eine Sicht auf 1976, als der Autor Alban Nikolai Herbst mit einer Skizze die Urfassung des Romans entwarf. Die Romanfiguren spiegeln eine bildungsträchtige Schickeria aus Literaten, Privatgelehrten und Kulturfunktionären wider, ein dem Autor bekanntes intellektuelles Binnenklima Frankfurts. Die Handlung spielt vorwiegend im Hotel Wolpertinger in Hannoversch Münden. Als reale Vorlage diente das traditionsreiche Hotel Andree’s Berg, das auf ein um 1826 entstandenes Gartenlokal zurückging. Das Hotel, Restaurant und Ausflugslokal lag am Hang des Questenbergs oberhalb der Stadt und wurde nach Hangrutschungen in den 1980er Jahren wegen Einsturzgefahr abgerissen. Die Bevölkerung von Hannoversch Münden beschreibt der Autor in eigenen kleinen Geschichten, die ein Zeitpanorama der 1970er und 1980er Jahre darstellen. Zu den Figuren zählen unter anderem Kleinbürger, Künstler, Verkaufsleiter, Post-68er, gewerkschaftlich organisierte Lehrer und ein Terrorist.

### Handlung

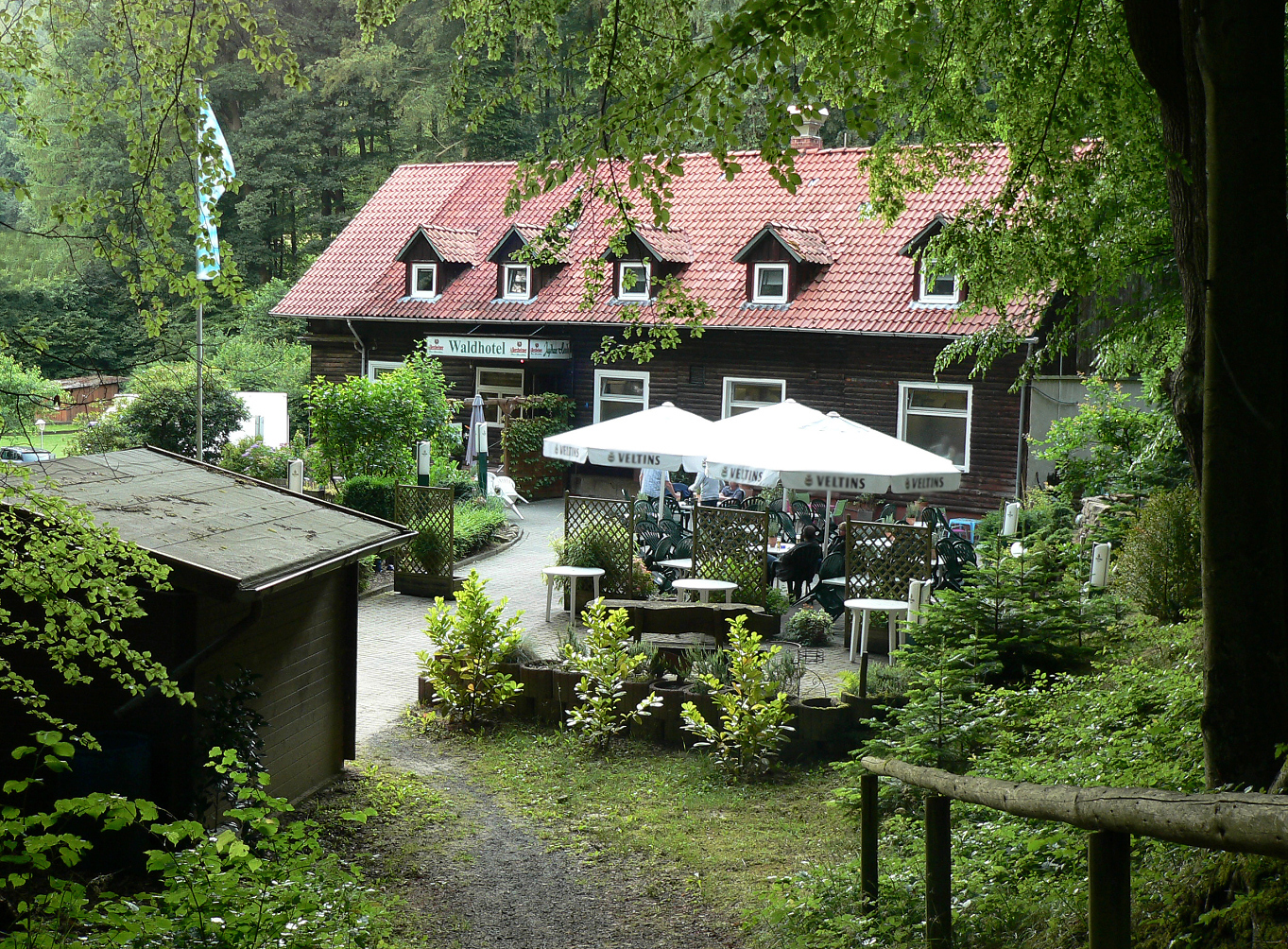
Das Jagdhaus Heede als Spielort der dritten Erzählebene

Zu Beginn des Romans befindet sich der Protagonist und Ich-Erzähler Hans Erich Deters auf einer Zugfahrt von Bremen nach Frankfurt am Main. Schon am Abfahrtsbahnhof fällt ihm eine Frau auf, die er während der Fahrt näher beobachtet. Ihretwegen steigt er in Göttingen um und folgt ihr im Zug bis nach Hannoversch Münden. Die Frau, die den Namen Anna trägt, wird von einem Schriftsteller begleitet. Die beiden Reisenden stellen sich als Mitglieder der Andree’schen Tischgesellschaft heraus, die am jährlichen Treffen der Vereinigung im Hotel Wolpertinger teilnehmen. Noch im Zug bekommt Deters von einem MAD-Agenten den Spionageauftrag, die Bekanntschaft von Anna zu machen und das Jahrestreffen zu beobachten. Später wird klar, dass es sich bei den Teilnehmern des Treffens um Geisterwesen oder Elfen aus der keltischen sowie nordischen Mythologie handelt, die einen Thing abhalten. Der Besitzer des Hotels Wolpertinger, ein Frankfurter Börsenbroker, finanziert die Jahrestreffen und betreibt im Keller einen Biocomputer, der Ereignisse und Geister elektronisch generiert.
Die zweite Erzählebene ist die Gegenwartsebene und spielt 1985. Der Protagonist verbringt mit der Frau, die er während der Zugfahrt kennengelernt hat, zunächst eine Nacht in Göttingen. Anschließend reisen sie gemeinsam nach Hannoversch Münden, wo sie sich beide statt im  Hotel Wolpertinger im Hotel Andree’s Berg einquartieren, was eine räumliche Identität beider Hotels nahelegt. Hier stellt sich heraus, dass Hans Erich Deters sich die erste Erzählebene von 1981 ausgedacht hat. Daher wird der Protagonist in dieser Erzählebene als Deters II bezeichnet.
In der dritten Erzählebene kommt der Protagonist 1989 nach der Zugfahrt bei Hannoversch Münden im Jagdhaus Heede unter, für das es eine reale Vorlage im Bramwald gibt. Das Hotel Wolpertinger bzw. das Hotel Andree’s Berg sind zu dieser Zeit bereits eine Ruine. In diesem Romanteil wird die Handlung in komplexen Schleifen erzählt. Der Protagonist, der mit Deters und Deters II in Zusammenhang steht, heißt hier Überautor oder der Dritte.
Gegen Ende des Romans kommt es durch ein Fest der Geister zu Verbindungen zwischen den Erzählebenen, was in einem brutalen Showdown endet. In drei Epilogen werden verschiedene Ausgangsmöglichkeiten des Romans präsentiert. In einem Fall ist der Protagonist bei dem Fest getötet worden, im anderen Fall rettet er als der Dritte die virtuellen Geister auf einer Diskette aus dem Hotel Wolpertinger. In einer weiteren Möglichkeit hat sich der Protagonist in ein Tier verwandelt, bei dem es sich um das Fabelwesen des Wolpertinger handeln könnte. In der Schlussszene begibt sich der zum Tier verwandelte Protagonist nach Einbruch der Dunkelheit ins Freie, um Notdurft zu verrichten und zu jagen. Er fühlt sich als energetisches Bündel, das im „Mondduft“ tanzt, „umsalbt vom warmen, feuchten, modernden Laub“.

## Rezeption
Das zwischen 1982 und 1994 entstandene, rund 1000-seitige Werk wird von der Literaturkritik als „ein ausuferndes Sittengemälde der intellektuellen Szene vor dem Jahr 1989“ beschrieben. Es stelle eine mentalitätshistorische Diagnose der späten 1960er bis zu den frühen 1980er Jahren dar. Der im Titel genannten Wolpertinger ist die Symbolfigur des Romans. Er steht für ein aus heterogenen Teilen zusammengesetztes Kunstganzes, gleichzeitig stellt er eine Ironisierung der sogenannten Postmoderne dar.
Das Killy Literaturlexikon bewertet den Großroman als Meisterwerk. Es handele sich um ein nach musikalischen Prinzipien aufgebautes und fantastisch umspieltes Epochenpanorama im Rückgriff auf Jean Paul und Thomas Manns Zauberberg. Im Roman werde das Filigranwerk von Dialogstimmen zu einem polyphonen, zum Teil komischen bzw. humoristischen Gebilde verschränkt. Darin erscheine die Welt im Widerschein des Gelesenen und Gedachten im Rückgriff auf Shakespeare, Gottfried Benn, Alfred Döblin, Arno Schmidt, Adorno, Nietzsche und Wolf Biermann.
Das Kritische Lexikon zur deutschsprachigen Gegenwartsliteratur sieht das Werk als „monströser literarischer Diskurs über die Wirklichkeit der Fantasie und die Fantasie der Wirklichkeit“.
Als Vorgeschichte des Romans Wolpertinger oder Das Blau ist Herbsts Roman Die Verwirrung des Gemüts von 1983 anzusehen. Dort entstanden Anna als zentrale Figur und das Motiv Blau, der Untertitel im „Wolpertinger“. In dem 1983er Werk sieht der Erzähler als höchste Erfüllung im Wirklichwerden von Erfindungen die Vereinigung mit Anna im blauen Kleid. Er folgt ihr, um die blaue Blume, die „nicht Auffindbare, niemals Gefundene“, zu suchen. Die  Handlung endet mit der Eisenbahnfahrt des Erzählers an Geleisen, die „in einem unvergleichlichen Blau“ schimmern.

## Rezensionen
- Uwe Pralle: Die Republik als BundesSommernachtsTraum. Alban Nikolai Herbsts Romanfragment „Wolpertinger oder Das Blau“. in: Frankfurter Rundschau vom 12. März 1994
- Wilhelm Kühlmann: Auf nach Hannoversch Münden. Alban Nikolai Herbst und sein kühner Riesenroman. in: Frankfurter Allgemeine Zeitung vom 28./29. Mai 1994

## Auszeichnungen
- 1995 Grimmelshausen-Preis[4]